# Бджолоїдка синьогорла
Бджолоїдка синьогорла (Merops viridis) — вид сиворакшоподібних птахів родини бджолоїдкових (Meropidae).

## Поширення
Вид поширений у Східній та Південно-Східній Азії від Китаю до Калімантану та Яви. Мешкає в тропічних та субтропічних лісах та мангрових заростях до 750 метрів над рівнем моря.

## Опис
Дрібний птах, завдовжки 23-30 см, включаючи подовжені центральні пера хвоста, які можуть сягати до 9 см. Вага 34-41 г. Верх голови червонувато-коричневий. Від основи дзьоба через очі до вух проходить чорна смуга. Підборіддя і горло сині. Крила темно-зелені. Груди і живіт світло-зелені. Задня частина спини та хвіст сині. Дзьоб довгий, зігнутий, чорного кольору.

## Спосіб життя
Раціон складається з летючих комах, переважно перетинчастокрилих, а також жуків, бабок, прямокрилих та метеликів. Гніздяться в численних колоніях. Кожна пара будує гніздо, викопуючи тунелі в піщаних урвищах. Тунелі сягають завдовжки від 1,5 до 4,5 м і шириною 7 см, та закінчуються камерою діаметром 10 см і глибиною 40 см. Самиця відкладає від одного до п'яти білих яєць. Інкубація триває 24 дні. Пташенята залишають гніздо через місяць.